# العين (حبيش)

تعديل مصدري - تعديل

العين محلة تابعة لقرية المحجر، التابعة لعزلة الوطئة بمديرية حبيش إحدى مديريات محافظة إب في الجمهورية اليمنية، بلغ تعداد سكانها 73 حسب تعداد اليمن لعام 2004.